# Pinezići
Pinezići (italsky Santa Fosca o Pinesi) je vesnice a přímořské letovisko v Chorvatsku v Přímořsko-gorskokotarské župě. Nachází se na ostrově Krk a je součástí opčiny města Krk. V roce 2011 zde žilo celkem 196 obyvatel.
Jedinou sousední vesnicí je Skrbčići.